# Laser tag

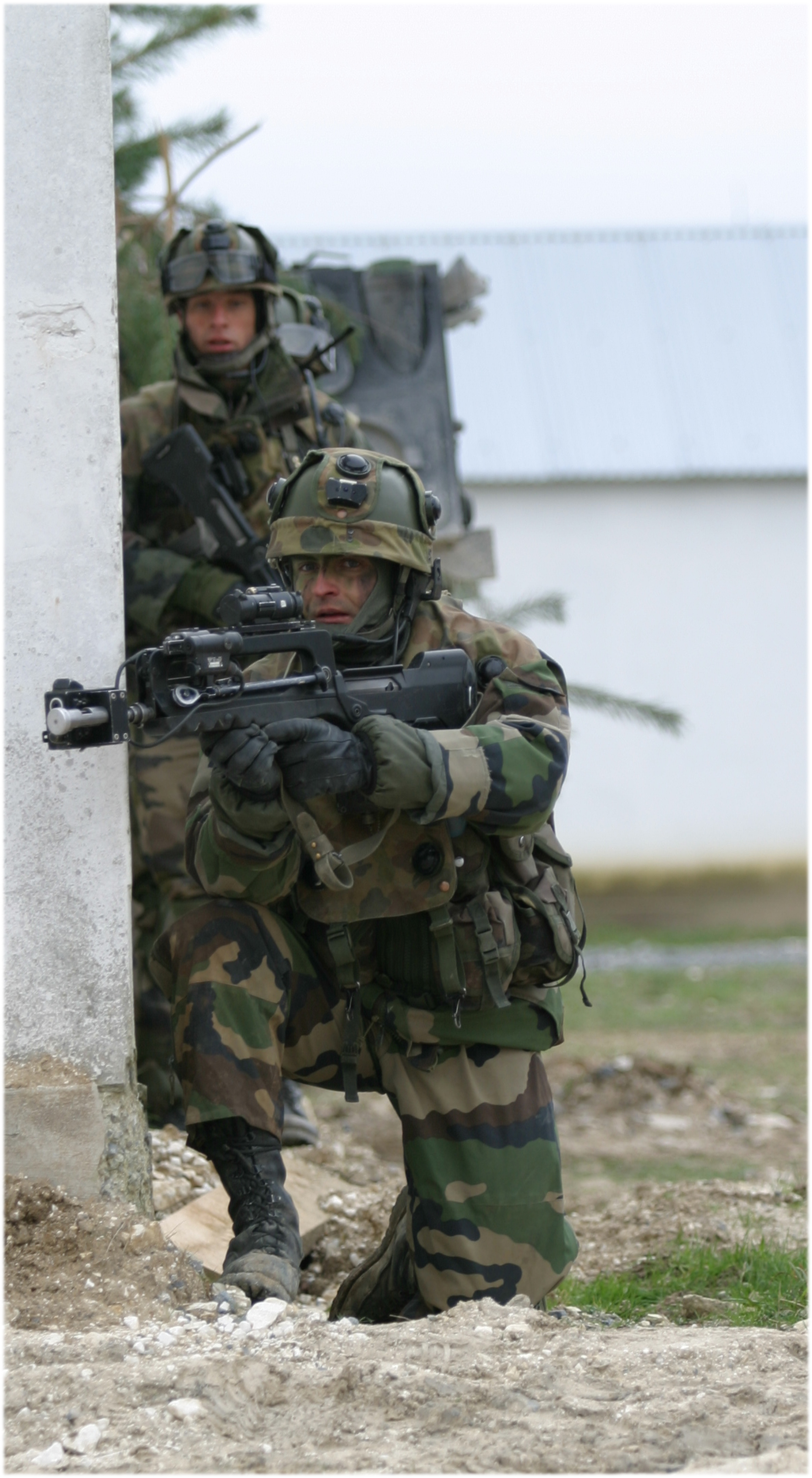
Soldați din regimentul 2 de infanterie francez, antrenându-se cu echipament laser tag.

Laser Tag este un sport în special de echipă, dar se poate juca și individual, în care jucătorii incearcă sa obțină puncte tragând cu o armă de mână care emite o rază infraroșu. Adversarul este echipat cu un costum (de cele mai multe ori doar o vestă și evental o bandană pentru cap) care recepționează semnalul emis de armă. De la apariția sa, în 1979, odată cu lansarea jucăriilor Star Trek Electronic Phasers de către South Bend, laser tag a evoluat pe ambele tipuri de joc: în interior sau exterior și s-au dezvoltat pe simulări de luptă, jocuri bazate pe roluri (misiuni în care fiecare are un obiectiv clar) sau competiții sportive de strategie aplicată.
În prezent, laser tag este folosit nu numai ca joc pentru publicul larg, ci și de multe din armatele din lume pentru antrenament cu scop principal în comunicarea și coordonarea pe teren cât și aplicabilitatea diverselor strategii de luptă. In special varianta de joc în aer liber (outdoor) este folosită pentru antrenamente militare, datorită posibilitații mai mari de extindere a trupelor si posibilitatea de a duce lupta într-un mediu asemănător celui real, în timp ce varianta de echipament pentru jocul în interior (indoor) este folosită în special în scop comercial, preponderent in spații create pentru a simula o luptă SF.
Deși numele include cuvântul "laser", adevăratele lasere nu sunt folosite decât poate ca sistem de ochire. Pentru aproape toate sistemele de laser tag transmisia semnalului se face prin raze infrafoșii, similar cu cele folosite de telecomenzile folosite pentru controlul televizoare. Termenul de laser (sau uneori lazer) este folosit pentru marketing având un mai mare impact asupra posibilor clienți.
Laser tag este similar cu paintball sau airsoft, principala diferență fiind că echipamentul este în general mai comod și jocul este complet inofensiv, comparativ cu cele două în care impactul bilei poate produce vânătăi sau chiar răni dacă nu se folosește echipamentul corespunzător și se trage de la distanță mică.
Spre deosebire de alte sporturi care imită lupta cu arme acest joc nu produce niciun efect fizic asupra jucătorilor și poate fi experimentat atât de persoane foarte tinere cât și de cei mai în vârstă.

## Istoric
La sfârșitul anilor 1970, Armata Statelor Unite a lansat o cerere pentru un echipament care să revoluționze metodele clasice de antrenament. Astfel s-a creat MILES (Multiple Integrated Laser Engagement System) ce  funcționează cu raze infraroșii în locul muniției reale, percepute de senzorii receptorului localizat pe echipamentul presupusului adversar. Acesta a fost prototipul care a permis preluarea conceptului și crearea în industria de entertainment a jocului laser tag.
În 1982, George Carter III (în urma vizionării scenei de luptă Millenium Falcon din filmul Star Wars) a început crearea primului sistem de joc laser tag și proiectarea unei arene, planuri concretizate prin deschiderea primului centru de acest gen, numit Photon, Dallas (Texas) în anul 1984. Sezonul Crăciunului din 1986 a fost lansarea oficială a echipamentului laser tag ca produs comercial pe piața de retail, și în cel mai scurt timp milioane de persoane au început să se joace acest sport în orice loc la orice moment.
Laser tag are foarte multe avantaje comparativ cu alte jocuri care simuleaza o lupta. Este foarte realist, permitand desfășurarea luptei în practic orice mediu, nu se poate trișa (totul e electronic), permite crearea de rapoarte la sfârșitul jocului pentru a vedea punctajul fiecarui jucător, nu produce durere.